# Morti nel 2004/Agosto
| Questa pagina contiene informazioni ricavate automaticamente dalle voci biografiche con l'ausilio del template Bio e di un bot. L'aggiornamento è periodico e automatico e ricostruisce completamente la pagina. Se manca una persona in questa lista, sei pregato di non aggiungerla, ma accertati piuttosto che la sua voce biografica contenga il template Bio e che i dati anagrafici siano correttamente compilati. Se il template Bio manca, inseriscilo tu stesso o, in alternativa, metti l'avviso {{tmp\|Bio}} che ne segnala la mancanza. Se i dati riportati sono sbagliati, correggi direttamente la voce biografica; le modifiche saranno visibili in questa lista entro pochi giorni. Per chiarimenti vedi il progetto biografie. La lista contiene solo le 112 persone che sono citate nell'enciclopedia e per le quali è stato implementato correttamente il template Bio. Pagina aggiornata al 26 mar 2025. |

- 1º agosto - Philip Hauge Abelson, fisico statunitense (n. 1913)
- 1º agosto - Marina Mazzei, archeologa italiana (n. 1955)
- 1º agosto - Madeleine Robinson, attrice francese (n. 1917)
- 1º agosto - Ante Zemljar, partigiano, poeta e scrittore jugoslavo (n. 1922)
- 2 agosto - Heinrich Mark, politico e avvocato estone (n. 1911)
- 2 agosto - José Pastoriza, calciatore e allenatore di calcio argentino (n. 1942)
- 2 agosto - Arturo Tolentino, politico filippino (n. 1910)
- 2 agosto - Don Tosti, musicista, compositore e violoncellista statunitense (n. 1923)
- 3 agosto - Henri Cartier-Bresson, fotografo francese (n. 1908)
- 3 agosto - Geraldine Peroni, montatrice statunitense (n. 1953)
- 3 agosto - Orlando Strinati, allenatore di calcio e calciatore italiano (n. 1921)
- 3 agosto - Mercedes de Jesús Egido, religiosa spagnola (n. 1935)
- 4 agosto - Metin Erksan, regista e sceneggiatore turco (n. 1929)
- 4 agosto - Frank Maxwell, attore statunitense (n. 1916)
- 4 agosto - Johannes van der Ploeg, presbitero e teologo olandese (n. 1909)
- 5 agosto - Uri Adelman, scrittore israeliano (n. 1958)
- 5 agosto - Josep Camarena Mahiques, storico spagnolo (n. 1921)
- 5 agosto - Raúl Conti, calciatore argentino (n. 1928)
- 5 agosto - Stan Dargis, cestista lituano (n. 1928)
- 5 agosto - Hans Kinsky von Wchinitz und Tettau, politico austriaco (n. 1937)
- 5 agosto - Zhou Xing-ming, astronomo cinese (n. 1965)
- 6 agosto - Ennio Antonelli, attore italiano (n. 1927)
- 6 agosto - Rick James, cantautore, musicista e produttore discografico statunitense (n. 1948)
- 6 agosto - Donald Justice, poeta e librettista statunitense (n. 1925)
- 6 agosto - Joseph-Marie Lo Duca, scrittore, critico d'arte e storico del cinema francese (n. 1910)
- 7 agosto - Bruno Cassetti, calciatore italiano (n. 1911)
- 7 agosto - Ismael Rodríguez, regista cinematografico, sceneggiatore e attore messicano (n. 1917)
- 7 agosto - Gordon Smith, calciatore scozzese (n. 1924)
- 7 agosto - María Esperanza de Bianchini, mistica venezuelana (n. 1928)
- 8 agosto - Giuseppe Amari, vescovo cattolico italiano (n. 1916)
- 8 agosto - Vittorio Geraci, partigiano e politico italiano (n. 1918)
- 8 agosto - Leroy King, cestista statunitense (n. 1921)
- 8 agosto - Fay Wray, attrice canadese (n. 1907)
- 9 agosto - Liisi Beckmann, designer e artista finlandese (n. 1924)
- 9 agosto - John Chaney, cestista e allenatore di pallacanestro statunitense (n. 1920)
- 9 agosto - Tetsuyasu Mitani, astronomo giapponese (n. 1927)
- 9 agosto - Tony Mottola, musicista statunitense (n. 1918)
- 9 agosto - David Raksin, compositore statunitense (n. 1912)
- 9 agosto - René Taton, storico francese (n. 1915)
- 9 agosto - Vincenzo Verrastro, politico italiano (n. 1919)
- 10 agosto - Jesús Domingo, calciatore spagnolo (n. 1930)
- 10 agosto - James Stillman Rockefeller, canottiere statunitense (n. 1902)
- 11 agosto - Bjarne Andersson, fondista svedese (n. 1940)
- 11 agosto - Armand Borel, matematico svizzero (n. 1923)
- 11 agosto - Margaret Kelly Leibovici, ballerina e produttrice teatrale irlandese (n. 1910)
- 11 agosto - Mária Kišonová-Hubová, soprano slovacco (n. 1915)
- 12 agosto - Godfrey Hounsfield, ingegnere britannico (n. 1919)
- 12 agosto - Aleksej Alekseevič Leont'ev, linguista, psicologo e pedagogista russo (n. 1936)
- 12 agosto - Sebastián Ontoria, calciatore spagnolo (n. 1920)
- 13 agosto - Gerrit Bijlsma, pallanuotista olandese (n. 1929)
- 13 agosto - Julia Child, cuoca, scrittrice e personaggio televisivo statunitense (n. 1912)
- 13 agosto - Giovanna Fontana, stilista e imprenditrice italiana (n. 1915)
- 13 agosto - Bent Krog, calciatore danese (n. 1935)
- 13 agosto - Donald Meltzer, psichiatra e psicoanalista statunitense (n. 1922)
- 13 agosto - George Yardley, cestista statunitense (n. 1928)
- 14 agosto - William D. Ford, politico, avvocato e militare statunitense (n. 1927)
- 14 agosto - Carlo Guarnieri, calciatore italiano (n. 1919)
- 14 agosto - Robert Howard, triplista statunitense (n. 1975)
- 14 agosto - Czesław Miłosz, poeta e saggista polacco (n. 1911)
- 14 agosto - Cheikh Sarr, operaio senegalese
- 14 agosto - Francesco Tortarolo, calciatore e allenatore di calcio italiano (n. 1916)
- 15 agosto - Sune Bergström, biochimico svedese (n. 1916)
- 15 agosto - Marian Kozłowski, dirigente sportivo e giornalista polacco (n. 1927)
- 15 agosto - Armando Lambruschini, ammiraglio argentino (n. 1924)
- 15 agosto - Kirk McCarthy, pilota motociclistico australiano (n. 1960)
- 15 agosto - Paul Ngei, politico keniota (n. 1923)
- 15 agosto - Atefeh Sahaaleh, iraniana (n. 1987)
- 16 agosto - Acquanetta, attrice statunitense (n. 1921)
- 16 agosto - Ivan Hlinka, hockeista su ghiaccio e allenatore di hockey su ghiaccio cecoslovacco (n. 1950)
- 16 agosto - Carl Mydans, fotografo statunitense (n. 1907)
- 17 agosto - Bülent Aziz Esel, calciatore turco (n. 1927)
- 17 agosto - Mario De Micheli, critico d'arte e critico letterario italiano (n. 1914)
- 17 agosto - Shizuo Kakutani, matematico giapponese (n. 1911)
- 17 agosto - Giorgia O'Brien, cantante e attrice italiana (n. 1928)
- 17 agosto - Gérard Souzay, baritono francese (n. 1918)
- 18 agosto - Elmer Bernstein, compositore statunitense (n. 1922)
- 18 agosto - Hiram Fong, politico statunitense (n. 1906)
- 18 agosto - Carlo Mo, scultore, incisore e scenografo italiano (n. 1923)
- 20 agosto - Ettore Boschini, religioso italiano (n. 1928)
- 20 agosto - Giovanni Mastrangelo, politico, giornalista e scrittore italiano (n. 1942)
- 20 agosto - Leslie Shepard, archivista, produttore cinematografico e parapsicologo britannico (n. 1917)
- 21 agosto - Moshe Shamir, scrittore, giornalista e politico israeliano (n. 1921)
- 22 agosto - Flavio Merkel, critico cinematografico italiano (n. 1942)
- 22 agosto - Daniel Petrie, regista canadese (n. 1920)
- 22 agosto - Reginaldo Polloni, canottiere italiano (n. 1916)
- 23 agosto - Francesco Minerva, arcivescovo cattolico italiano (n. 1904)
- 24 agosto - Elsa Albani, attrice italiana (n. 1921)
- 24 agosto - Patricia Cody, tennista statunitense (n. 1940)
- 24 agosto - Elisabeth Kübler Ross, psichiatra svizzera (n. 1926)
- 24 agosto - Eduardo Ramírez Villamizar, artista colombiano (n. 1923)
- 24 agosto - Franz Maria d'Asaro, giornalista, poeta e scrittore italiano (n. 1925)
- 25 agosto - Bruno Eugenio Ballan, partigiano, politico e sindacalista italiano (n. 1922)
- 25 agosto - Karen Dior, attrice, regista e scrittrice statunitense (n. 1967)
- 25 agosto - Marcelo González Martín, cardinale e arcivescovo cattolico spagnolo (n. 1918)
- 26 agosto - Enzo Baldoni, giornalista e blogger italiano (n. 1948)
- 26 agosto - Laura Branigan, cantante statunitense (n. 1952)
- 26 agosto - Giorgio Calcagno, giornalista, critico letterario e scrittore italiano (n. 1929)
- 26 agosto - Franco Carradori, calciatore e allenatore di calcio italiano (n. 1934)
- 26 agosto - Matthias Volz, ginnasta tedesco (n. 1910)
- 27 agosto - Gottlieb Göller, calciatore e allenatore di calcio tedesco (n. 1935)
- 27 agosto - Mario Lancellotta, politico italiano
- 27 agosto - Ezio Riondato, filosofo e politico italiano (n. 1921)
- 28 agosto - Silvana Jachino, attrice italiana (n. 1916)
- 29 agosto - Mykola Get'man, pittore ucraino (n. 1917)
- 29 agosto - Verita Monselles, fotografa italiana (n. 1929)
- 29 agosto - Elvina Pallavicini, nobile italiana (n. 1914)
- 29 agosto - Hans Vonk, direttore d'orchestra olandese (n. 1942)
- 30 agosto - Willie Duff, calciatore scozzese (n. 1935)
- 30 agosto - Derek Johnson, mezzofondista e velocista britannico (n. 1933)
- 30 agosto - Mario Levrero, scrittore, fotografo e fumettista uruguaiano (n. 1940)
- 30 agosto - Fred Lawrence Whipple, astronomo statunitense (n. 1906)
- 31 agosto - Lex Peterson, imprenditore e bobbista neozelandese (n. 1957)